# Jacqueline Mazéas
Jacqueline Marguerite Marie Mazéas, z domu Martin (ur. 10 października 1920 w Denain, zm. 9 lipca 2012 w Darnétal) – francuska lekkoatletka, dyskobolka.
Brązowa medalistka igrzysk olimpijskich w Londynie (1948).
Pięciokrotna medalistka mistrzostw Francji (złoto w 1946 i 1947 oraz srebro w 1943, 1945 i 1948).
Trzykrotnie ustanawiała rekordy kraju (była pierwszą Francuzką która rzuciła dyskiem 40 metrów):
- 38,14 (14 lipca 1946, Bordeaux)
- 38,33 (11 sierpnia 1946, Strasburg)
- 40,49 (13 czerwca 1948, Amsterdam)

## Rekordy życiowe
- Rzut dyskiem – 40,49 (1948)